# Ленінський район (Перм)

Ленінський район

Ленінський район (рос. Ленинский район) — один з семи районів Пермі (Росія). За підсумками Всеросійського перепису населення 2002 року Ленінський район — останній за чисельністю населення. Населення району становило 57 569 осіб (5,7 % від населення Пермі).

## Історія
Ленінський район утворений 27 травня 1936 року, за рішенням Президіуму міської ради про створення Ленінського, Сталінського (нині — Свердловський) та Кагановичського (нині — Дзержинський) районів та установ відповідних районних рад. До його складу увійшла стара частина міста, де, починаючи від часу заснування мідеплавильного заводу у 1723 році, на річці Єгошиха, будувались адміністративні, промислові та інші будівлі. Район названий на честь Володимира Леніна, революціонера та політичного діяча СРСР.
4 жовтня 1954 року в центрі Комсомольського скверу перед оперним театром був відкритий пам'ятник В. І. Леніну. Автор пам'ятника — скульптор Георгій Нерода, народний художник РРФСР, член-кореспондент Академії мистецтв СРСР.

## Географія
Район розташований на обох берегах Ками і складається з лівобережної і правобережної частини.
На території Ленінського району розташовані наступні мікрорайони: в лівобережній частині:
- Центр

в правобережній частині:
- Камська долина;
- Комплекс ПДТУ.

## Найбільші вулиці

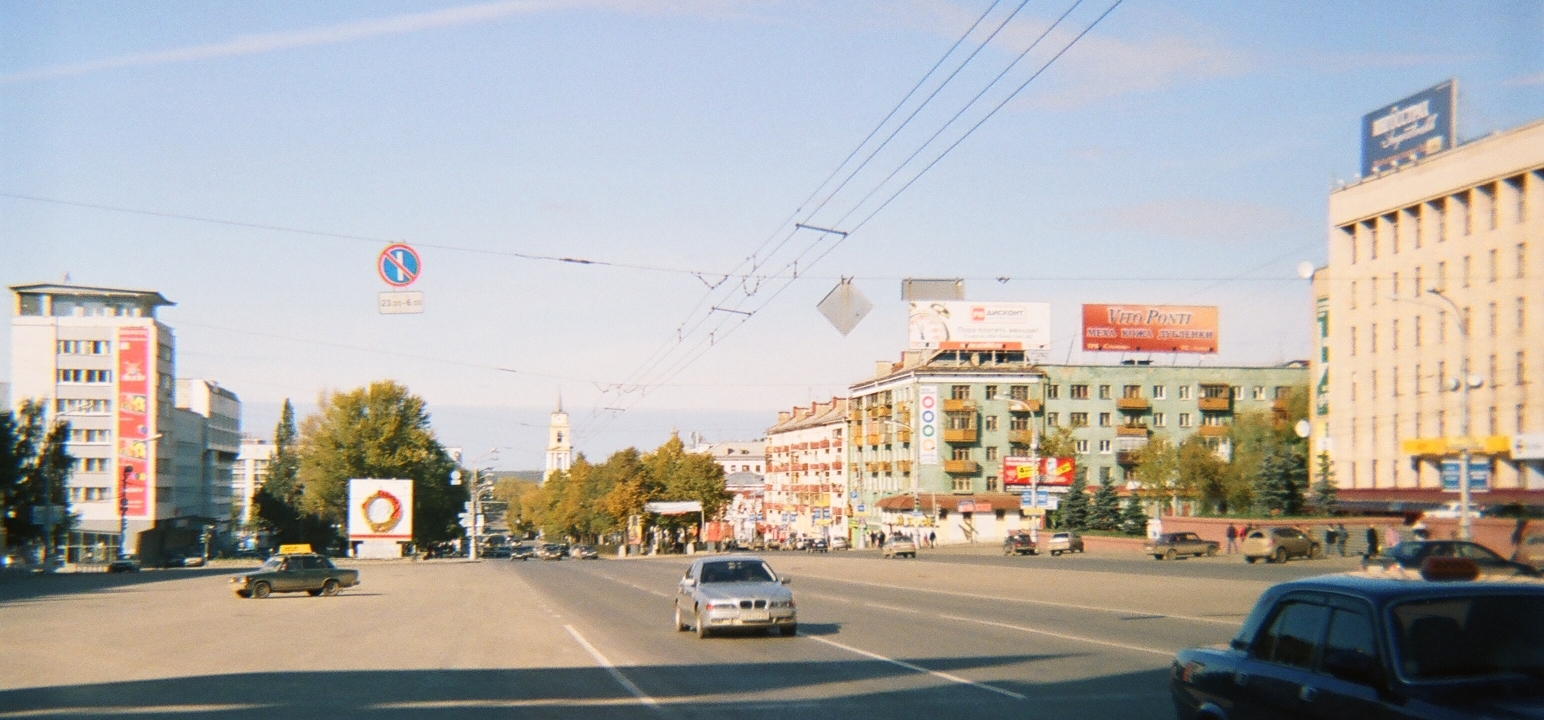
Жовтнева площа та Комсомольський проспект

- Вулиця Леніна.
- Комсомольський проспект.

## Організації
Ленінський район центральний район Пермі. Тут знаходяться споруди Законодавчих зборів та Уряду Пермського краю, адміністрація міста Пермі.
Освітні заклади

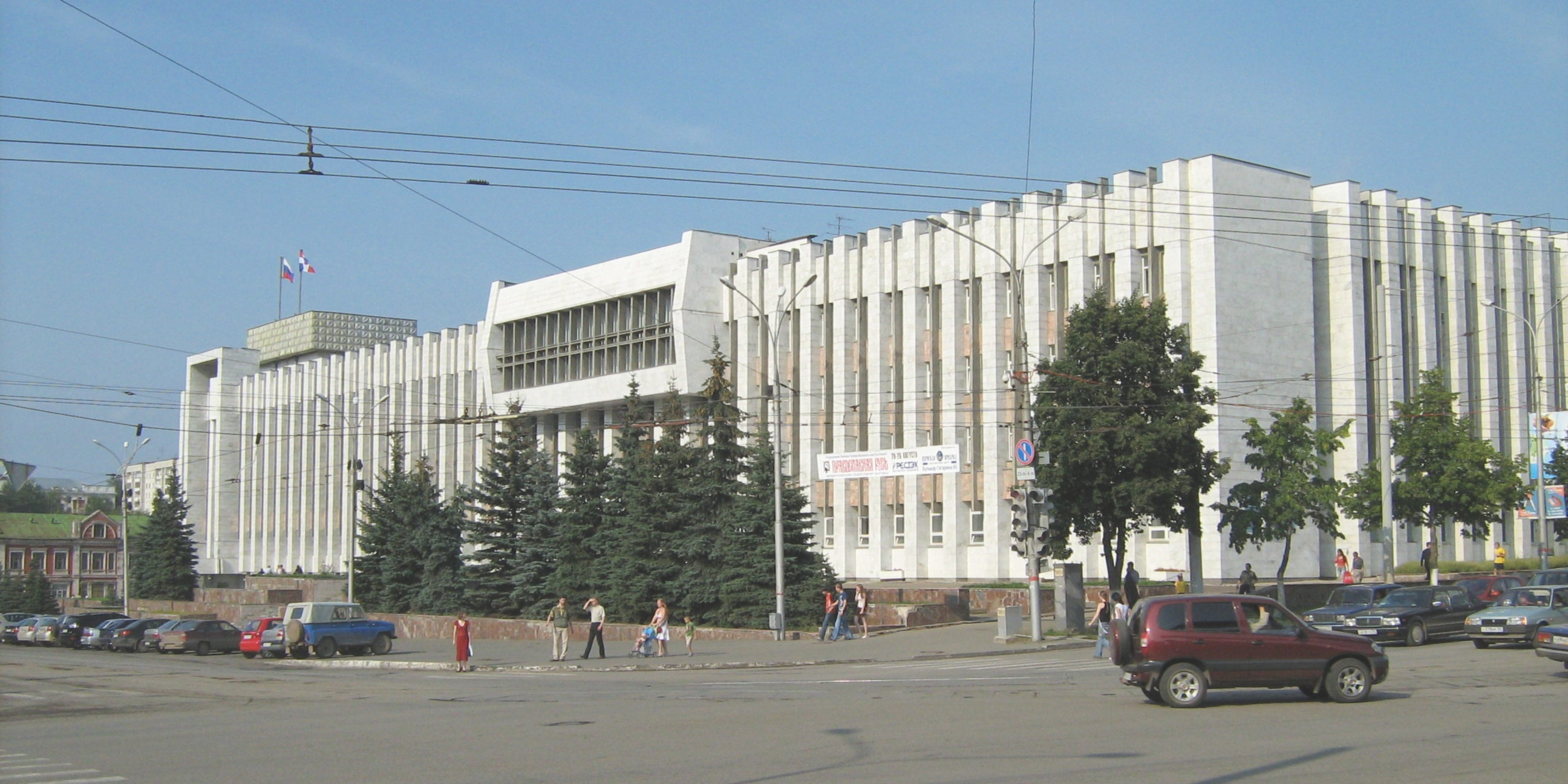
Культурно-діловий центр

- Пермський державний технічний університет.

Театри
- Пермський академічний театр опери та балету імені П. І. Чайковського.
- Пермський академічний театр драми.